# SN 386
SN 386是一次发生在人马座的超新星爆发事件。东晋史官在公元386年记载了本次天象，记录中的“客星”即超新星。目前，SN 386的遗迹并未被确定。2018年，发表在《天文物理期刊》上的一份研究指出，超新星遗迹G7.7−3.7可能是SN 386的遗迹。

## 历史记载
《晋书·天文志》和《宋书·天文志》记载：“太元十一年三月，客星在南斗，至六月（386年7月13日至8月10日）乃没。”该超新星在斗宿（属人马座）爆发，肉眼可见时间约3个月。